# Gundohar
Gundohar (? - 436) was tussen 407 en 436 koning van de Bourgondiërs, een Germaanse stam. Zijn naam wordt ook wel weergegeven als Gundahar, Gundahari, Gundacar (gereconstrueerde namen). Gundioc was zijn zoon en opvolger. Gundohar speelde een belangrijke en bij tijden dominante rol in Oost-Gallië. De Romeinse veldheer Aetius beschouwde hem als een gevaarlijke tegenstander. 

## Geschiedenis
Gundohar was de zoon van Gebicca en volgde deze op als koning. Zijn volk had in 407, in navolging van diverse Germaanse volken de Rijn–grens overschreden en de zijde gekozen van de Britse usurpator Constantijn III in plaats van de wettige keizer Honorius. Toen Constantijn III in 411 bij Arles verslagen werd steunde Gundohar aanvankelijk ook de nieuwe usurpator Iovinus, maar onderwierp zich aan Honorius toen Iovinus in 413 verslagen werd. Honorius wist de Bourgondiërs aan zich te binden middels een foederati verdrag. De Bourgondiërs werden belast met de verdediging van de Rijn–grens vanaf de Alpen tot Metz en mochten zich blijvend vestigen langs de bovenloop van de Rijn in de Romeinse provincie Germania Superior. In deze periode bouwt Gundohar een relatief sterk rijk in het Rijnland met Worms als hoofdstad. Hij beschikte over een grote mate van autonomie en bouwde dit gelijk uit.
Uiteindelijk zegde Gundohar in 435 het verdrag met de Romeinen op en viel het omringende Romeinse gebied binnen. De Romeinse veldheer Aetius beschouwde Gundohar als een gevaarlijke vijand en stuurde een strafexpeditie naar de Bourgondiërs, bestaande uit een Huns huurlingenleger. Deze verpletterende het koninkrijk van de Bourgonden. Koning Gundohar sneuvelde in de Slag bij Worms. Een groot deel van Gundohars volk (20.000 man) en zijn gehele familie werd uitgemoord. Overlevende Bourgondiërs trokken onder bescherming van Aëtius naar het Meer van Genève. In 451 sloegen ze onder leiding van Aëtius en hun eigen leider Gundioc in de Slag op de Catalaunische Velden, samen met Salische Franken, Visigothen en Gallo-Romeinen de inval van Attila de Hun in Gallië af.

## Siegfriedlegende

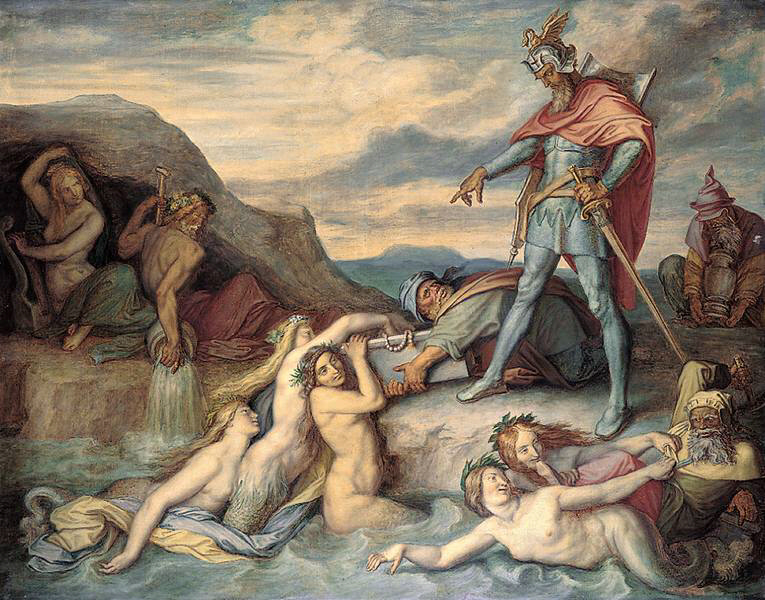
Gundohar beveelt Hagen de Nibelungenschat in de Rijn te werpen. Peter von Cornelius, 1859

Verhalen over hem zijn verschenen in Latijnse, Oud-Noorse, Germaanse en Oud-Engelse teksten. De bekendste verhalen waarin Gundohar voorkomt zijn het Nibelungenlied en de Thidrekssaga. Hierin staat zijn relatie tot de held Siegfried centraal, het verraad door Flavius Aetius of Attila de Hun en zijn uiteindelijke dood aan het hof van Attila de Hun.
In de Völsunga-saga is Gunnar (Gundohar) de zoon van koning Gjuki, de Gotenkoning en Grimhild. Zijn broers zijn Högni en Guttorm, zijn zuster heet Gudrun. Als Siegfried na het doden van de draak Fafnir aan het hof van Gjuki verschijnt, geeft Grimhild hem een vergetelheidsdrank te drinken, zodat Siegfried zijn eed van trouw aan zijn geliefde Brünnhilde vergeet. Siegfried huwt vervolgens Gudrun, Gunnars zuster. Siegfried helpt Gunnar om met Brünnhilde te trouwen door diens gedaante aan te nemen en voor hem door de vlammenwal te rijden, die Brünnhildes hof omgeeft. Siegfried slaapt met Brünnhilde met zijn zwaard Gram tussen hen in. Als later Brünnhilde achter het bedrog komt zweert ze wraak. Ze zet haar echtgenoot Gunnar aan om Siegfried te vermoorden. Uiteindelijk doden Guttorm, Gunnars jongste broer, en Siegfried elkaar. Brünnhilde pleegt zelfmoord. Gudrun, Gunnars zuster en weduwe van Siegfried, hertrouwt met Atli (Attila de Hun), de zoon van Budli en de broer van Brünnhilde, en schenkt hem twee zonen. Gunnar hertrouwt met Glaumvör. Atli nodigt Gunnar en Högni uit in zijn burcht, maar het is een val. Högni wordt het hart uitgesneden en Gunnar verdwijnt in een slangenkuil. Nog enige tijd weet hij de slangen te bezweren met zijn zang en harpspel. Maar dan boort Atli's moeder zich, in de vorm van een slang, in zijn hart en sterft hij. Gudrun neemt wraak door Atli hun twee zoontjes als 'bierhapjes' voor te schotelen en Atli in zijn bed te doden met een zwaard. Dan zet Gudrun de burcht van de Budlingen in brand.
Gebicca · Godomar · Gundohar · Gundioc · Godigisel · Chilperik I · Chilperik II · Gundobad · Gundomar · Sigismund · Gundomar II